# 6番目のユ・ウ・ウ・ツ
「6番目のユ・ウ・ウ・ツ」（ろくばんめのユウウツ）は、日本の歌手である沢田研二の37枚目のシングルである。1982年9月10日にポリドール・レコードのジュリーレーベルより発売された。

## 解説
- 前作に続き、ジャケットに「KENJI SAWADA & EXOTICS」とバックバンドの名称が併記されている。
- 西城秀樹（「リトルガール」）、郷ひろみ（「哀愁のカサブランカ」）に続いて、オリコン史上3人目のシングル30曲目のトップ10入り[注釈 1]となったが、TBSテレビ『ザ・ベストテン』への出演・オリコン10位以内のランクインは、同曲で最後となった。
- 前奏・間奏・後奏にはグリーグの『山の魔王の宮殿にて』の旋律が使用されていて[1]女性コーラスで歌詞が付けられている。「I don't need your love at all」と歌っているが、これに対する問い合わせが相次いだとのことで『ザ・ベストテン』の番組内で沢田が自らホワイトボードに書きながらこの部分の歌詞を説明した。

## 収録曲
- 全曲、作詞：三浦徳子　編曲：白井良明

1. 6番目のユ・ウ・ウ・ツ (4:09)
作曲：西平彰
2. ロマンティックはご一緒に (4:49)
作曲：沢田研二

## 参加ミュージシャン
- 沢田研二 - ボーカル
- エキゾティクス
  - 吉田建 - ベース
  - 柴山和彦 - ギター
  - 上原裕 - ドラムス
  - 安田尚哉 - ギター
  - 西平彰 - キーボード
- 伊集加代子 - コーラス

## カバー
- 及川光博（1997年）マキシシングル『三日月姫』カップリング[2]